# Mimosa brachycarpoides
Mimosa brachycarpoides là một loài thực vật có hoa trong họ Đậu. Loài này được Barneby miêu tả khoa học đầu tiên năm 1991.